# Середньоєвропейська раса
Середньоєвропейська раса — одна з малих рас, що входить до складу європеоїдної раси. За пігментацією займає проміжне становище між північними і південними європеоїдами (ближча до перших).

## Характеристика
Характерні пряме русяве волосся, очі змішаних відтінків, дуже світла шкіра, обличчя дещо нижче і ширше, ніж у атланто-балтійської раси, зростання бороди, вусів і волосся на тілі менше, ніж у балкано-кавказької раси, розміри і форма носа сильно варіюють, але частіше ніс сильно виступає, з прямою або вигнутою спинкою, губи тонкі, зріст середній.
Поширена в Центральній і Східній Європі серед південних німців, австрійців, угорців, чехів і словаків, більшості українців, південних білорусів, поляків, росіян і народів, що живуть поряд з ними.
Мінливість антропологічного типу середньоєвропейської малої раси добре описується географічними градієнтами: із заходу на схід збільшується ширина обличчя, зменшується ріст бороди і вусів, з півночі на південь зменшуються загальні розміри тіла, збільшується інтенсивність пігментації та розмір очної щілини.
Раса виділяється популяційно, не тотожна альпійській типологічно. Вперше виокремлена Миколою Чебоксаровим у 1951 році. Також цю расу виділяв В. П. Алєксєєв (1974) під назвою «центральноєвропейська». В класифікації В. В. Бунака як еквівалент середньоєвропейської раси присутні центральна західноєвропейська і центральна східноєвропейська раси.

## Типи
Усередині цієї раси антропологи виокремлюють величезну кількість типів, підтипів і варіантів, окремі з них всередині конкретного народу. Наприклад серед українців — верхньодніпровський, волинський та поліський варіанти центральноукраїнського тощо.